# Овостар
ТОВ «Овостар» (частина групи компаній «Овостар Юніон») — виробник сухих та рідких яєчних продуктів, був створений 2001 року. Продукція компанії продається в Україні під торговою маркою Ясенсвіт.
Компанія «Овостар Юніон» бере участь у головних міжнародних виставках продуктів харчування, серед яких Gulfood (ОАЕ), Food Ingredients Asia (Таїланд), Food Ingredients Europe (Франція), SIAL та ін.

## Історія
- 2001 — створено завод на базі цеху ВАТ "Птахофабрика «Україна» (с. Крушинка, Київська область).
- 2005 — запуск реконструкції заводу, зареєстровано ТМ яєчних продуктів «OVOSTAR».
- 2006 — запущено в експлуатацію завод «Овостар».[2]
- 2007 — почато виробництво сухого та рідкого термостабільного жовтка.[3]
- 2008 — компанія стає постачальником яєць для МакДональдз, на заводі встановлено обладнання для миття та дезінфекції яєць[4]
- 2009 — почато виробництво знецукреного яєчного білку (альбуміну)[5]. Завод сертифіковано за стандартом HALAL, «Системи добровільної сертифікації продукції та послуг на відповідність канонам Ісламу»[5].
- 2011 — сертифікація до стандарту Kosher[5].
- 2013 — завод отримав міжнародний сертифікат якості FSSC 22000.[6]
- 2014 — отримано дозвіл на експорт пастеризованих та сухих яєчних продуктів на ринок ЄС[7]
- 2015 — відкрито торгове представництво в ЄС (Ovostar Europe, Латвія)[8].
- 2017 — почато виробництво ферментованого термостабільного жовтка.
- 2018 — відкриття представництва компанії в OAE (Food Trade FZE, Дубаї)[9]
- 2019 — початок виробництва рідкої яєчної суміші «Омлет фірмовий»[10]
- 2020 — «Овостар Юніон» єдиний з виробників яйця бере участь у програмі «Без антибіотиків» Союзу птахівників України[11]. Розпочато випуск рідких продуктів у картонній упаковці Pure Pak 500 г, 1000 г.
- 2021 — компанія наростила на 1% виробництво яєць.[12]

## Нагороди
- Золоті нагороди на Favorite food & Drinks 2021[13]
- Нагорода на конкурсі інновацій Gulfood за рідкі яєчні продукти[14]
- Диплом від Міністерства аграрної політики та продовольства України, Київської ТПП та Центру підтримки експорту КТПП.[15]
- «Золотий символ» всеукраїнського конкурсу «Найкращий вітчизняний товар 2012 року»[16]
- Найкращий вітчизняний товар 2011 року[16]
- Гран-прі професійного дегустаційного конкурсу «Солодкий Тріумф 2008» за рідкий яєчний білок та перемога у номінації «Тріумф якості» за яєчний меланж та яєчний порошок.[17]
- Відзнака провідного експортера від Міністерства аграрної політики та продовольства України, Київської ТПП та Центра підтримки експорту КТПП (2019)[джерело?].
- 2008 — Гран-прі професійного дегустаційного конкурсу «Солодкий Тріумф 2008» за рідкий яєчний білок та перемога у номінації «Тріумф якості» за яєчний меланж та яєчний порошок.[17]
- 2008 — завод яєчних продуктів «Овостар» сертифікований за системою HACCP.[2]